# Kastanjebröstad bergtyrann
Kastanjebröstad bergtyrann (Ochthoeca thoracica) är en fågel i familjen tyranner inom ordningen tättingar.

## Utseende och levnadssätt
Kastanjebröstad bergtyrann är en liten tyrann som hittas intill rinnande vattendrag inne i bergsbelägen molnskog. Fjäderdräkten är mestadels grå med en kastanjebrun fläck på bröstet och tydliga vita ögonbrynsstreck som sticker ut i den mörka skogen. Vanligaste lätet är ett utdraget och ljust "peeeeeer" som tränger igenom ljudet från vattendraget. När den är upprör kan den också avge en skränig serie med "pee-didit".

## Utbredning och systematik
Kastanjebröstad bergtyrann delas upp i två underarter med följande utbredning:
- O. t. angustifasciata – norra Peru
- O. t. thoracica – sydöstra Peru och västra Bolivia

## Status och hot
Arten har ett stort utbredningsområde, men tros minska i antal, dock inte tillräckligt kraftigt för att den ska betraktas som hotad. Internationella naturvårdsunionen IUCN listar arten som livskraftig (LC).